# 杰弗里·帕利
杰弗里·帕利（法語：Geoffrey Palis；1991年7月8日—）是一位法國橄欖球運動員。他是法國國家橄欖球隊的一員，代表法國參加了2014年橄欖球六國賽。